# 秋葉美希
秋葉 美希（あきば みつき、1994年12月4日 - ）は、日本の女優。
滋賀県出身。ハーモニックに所属していた。

## 来歴
- 1994年12月、滋賀県に生まれる。
- 2017年、京都造形芸術大学（現：京都芸術大学）映画学科俳優コース卒業。
- 2023年、自身の初監督作品「ラストホール」が、第17回田辺・弁慶映画祭でキネマイスター賞を受賞した[2][3]。同年12月、所属していたハーモニックを退所することを発表した[4]。

## 人物・エピソード
- 趣味、特技はドラム、ラテアート、料理、ストリートダンス。

## 出演

### 映画
- ラストホール（2023年、監督：秋葉美希）- 主演・牧野暖役[5]
- 赫くなれば其れ（2023年、監督：猫目はち）[6]
- LOOSER2022/木村ひさし監督 (2022)
- 東京橙景[7]（2021年、監督：前田直樹）
- おっさんずぶるーす （たそがれのあと）[8]（2020年、監督：西村大樹） - 石野千鶴役
- 花に問う（2019年、監督：猫目はち）
- 検察側の罪人（2018年、監督：原田眞人）- 報道陣役
- パンク侍、斬られて候（2018年、監督：石井岳龍）- 報道陣役
- いぬやしき（2018年、監督：佐藤信介）- 高校生役
- 少女邂逅[9]（2017年、監督：枝優花）- 飯村果穂役
- 退屈な日々にさようならを[10]（2016年11月、監督：今泉力哉） - 今泉美希 役
- アップタウンドリーマー（2018年、監督：松尾渉平）-高校生役
- クレイジーシラフの夜からはじまる（2016年、監督：上久保南海）- ヒロイン、尾崎春子役
- タウンリズム（2015年、監督：上久保南海）- 早瀬由紀役
- 海辺で（2015年、監督：筒井楓生）- ヒロイン、アキ役
- 水辺にて（2015年、監督：上久保南海）- 早瀬由紀役

### ドラマ
- 俺の美女化が止まらない!? 第1話 (2023年) - 飯島貴子 役 テレビ東京
- 映画かよ。-Like in Movies-第41話「誘惑のアフロディーテ」/駒谷揚監督 (2023)[11]
- 青春シンデレラ 第5話 (2022年) - 母親 役 朝日放送
- 映画かよ。-Like in Movies-第30話「刑事ジョンブック 目撃者」」/駒谷揚監督 (2022)[12]
- あなたに聴かせたい歌があるんだ  (2022年、萩原健太郎監督) - 生徒 役　Hulu
- 東京ラブストーリー（2020年4月〜、Amazonプライム・ビデオ）

### その他
- MV： カネヨリマサル「二人」(2022)[13]
- CM：「ライオン　NONIO」(2021)
- CM：「テンプスタッフ」(2018)
- MV：「 チャラン・ポ・ランタン「ポジティブヒーロー」 inspired by 棚橋弘至」(2018)[14]
- MV：「 Pantograph 『パラライジングサン』」